# Rui da Silva (DJ)
Rui da Silva (* 25. April 1968 in Lissabon) ist ein portugiesischer House-DJ und Musikproduzent.

## Karriere
Rui da Silva begann seine DJ-Tätigkeit Anfang der 1990er Jahre in Lissabon. 1993 gründete er mit DJ Vibe das Label Kaos Records und beide produzierten als DJ-Team Underground Sound of Lisbon diverse Tracks, welche in zwei Alben wiederveröffentlicht wurden. 1999 zog Rui da Silva nach London. Dort gründete er mit seiner Partnerin das Label Kismet Records. Zusammen mit Chris Coco produziert er unter dem Namen Coco da Silva. 
Im Jahr 2001 hatte er einen Nummer-eins-Hit in den britischen und irischen Charts mit der Single Touch me.

## Diskografie
Alben
- 1998: Early Years - The Singles Collection 1993-1998 (mit Underground Sound of Lisbon)
- 2000: Etnocity (mit Underground Sound of Lisbon)
- 2002: Produced & Remixed
- 2006: Praying Mantis